# Covered call
Covered call – strategia opcyjna, która polega na sprzedaży opcji kupna (call) na posiadany instrument bazowy (np. akcje lub inne papiery wartościowe). Należy ona do podstawowych i najczęściej wykorzystywanych strategii na rynku opcji (w szczególności gdy kurs instrumentu bazowego jest w tzw. trendzie bocznym). 
Z jednej strony wystawienie opcji generuje dla posiadacza instrumentu bazowego dodatkowy dochód w postaci premii, pozwalający np. na ograniczenie straty (w przypadku spadku ceny instrumentu bazowego). Z drugiej strony ogranicza jego dochód (w przypadku wzrostu ceny instrumentu bazowego).
Strategia covered call jest zatem równoważna ekonomicznie ze sprzedażą opcji sprzedaży (put).

## Przykład
Inwestor posiada 500 akcji firmy XYZ o wartości 10 000 $ (20 $ za akcję). Sprzedaje po cenie 500 $ 1 opcję kupna 500 akcji z ceną wykonania 25 $. Poniższa tabela prezentuje jak zastosowanie strategii covered call wpłynie na wynik z inwestycji w zależności od poziomu akcji firmy XYZ w dniu wykonania opcji:
|       |                           | Spadek   | Bez zmian | Wzrost do poziomu wykupu | Wzrost ponad poziom wykupu |
| ----- | ------------------------- | -------- | --------- | ------------------------ | -------------------------- |
|       | Cena akcji                | 15 $     | 20 $      | 25 $                     | 30 $                       |
|       | Cena 500 akcji            | 7 500 $  | 10 000 $  | 12 500 $                 | 15 000 $                   |
|       | Wynik strategii           |          |           |                          |                            |
| A     | Zysk / strata na akcjach  | -2 500 $ | 0 $       | +2 500 $                 | +5 000 $                   |
| B     | Zysk / strata na opcji    | +500 $   | +500 $    | +500 $                   | -2 000 $                   |
| = A+B | Zysk / strata całkowity/a | -2 000 $ | +500 $    | +3 000 $                 | +3 000 $                   |

Spadek kursu akcji
W przypadku spadku ceny akcji spółki XYZ do poziomu 15 $ nabywca opcji jej nie zrealizuje. W konsekwencji, inwestor poniesie stratę na akcjach w wysokości 2500 $, jednak w części zostanie ona skompensowana premią (500 $), którą inwestor uzyskał w wyniku wcześniejszej sprzedaży opcji.
Brak zmian kursu akcji
W przypadku braku zmian ceny akcji spółki XYZ nabywca opcji jej nie zrealizuje. W takiej sytuacji inwestor zyska wyłącznie na premii wynikającej ze sprzedaży opcji (tj. 500 $,).
Wzrost kursu akcji do poziomu wykupu
W przypadku wzrostu ceny akcji spółki XYZ do poziomu wykupu inwestor zyska na wzroście ceny akcji do poziomu 25 $ oraz na premii wynikającej ze sprzedaży opcji. W konsekwencji inwestor zyska w sumie 3000 $.
Wzrost kursu akcji ponad poziom wykupu
Jeżeli cena akcji spółki XYZ wzrośnie powyżej poziomu wykupu, to zysk inwestora będzie taki sam jak w przypadku wzrostu kursu akcji do poziomu wykupu (tj. 3000 $). Wynika to z faktu, że inwestor z tytułu wystawienia opcji będzie zobowiązany do sprzedaży akcji po 25 $.